# Abraxas bifasciata
Abraxas bifasciata är en fjärilsart som beskrevs av Hans-Joachim Hannemann 1919. Abraxas bifasciata ingår i släktet Abraxas och familjen mätare. Inga underarter finns listade i Catalogue of Life.